# Fray Diego de Valencia
Fray Diego de Valencia (Valencia de Don Juan, segunda mitad del siglo XIV - primera mitad del siglo XV) fue un poeta leonés judeoconverso.
Perteneció a la Orden franciscana y llegó a ser doctor en teología. También fue un reputado médico, astrólogo y maestro en otras ciencias (gran letrado, físico, astrologo, é mecanico). Se han conservado varios de sus poemas en el Cancionero de Baena. En sus sátiras contra sus antiguos correligionarios utiliza términos rabínicos y palabras en hebreo, que rima con palabras castellanas. En uno de sus más famosas sátiras se refiere a Juan de España. Del mismo modo que él dudaba de la sinceridad de la conversión de este, también la suya estaba en tela de juicio, y se le consideraba no tanto un marrano (que judaizara en secreto) como un indiferente en materia religiosa.